# Dedham (Wielka Brytania)
Dedham – wieś w Anglii, w hrabstwie Essex, w dystrykcie Colchester. Leży 44 km na północny wschód od miasta Chelmsford i 93 km na północny wschód od Londynu.